# باندو (آنگولا)
باندو (به لاتین: Bondo) یک منطقهٔ مسکونی در آنگولا است که در استان کواندو کوبانگو واقع شده‌است.